# World Masterpiece Theater

Il logo del World Masterpiece Theater presente all'inizio degli episodi di Anna dai capelli rossi.

Il World Masterpiece Theater (世界名作劇場?, Sekai meisaku gekijō), a volte indicato più brevemente con Meisaku, è un programma televisivo e media franchise costituito da una serie di anime prodotti con cadenza annuale dal 1969 al 1997 e dal 2007 al 2009, inizialmente da diversi studi e poi dalla Nippon Animation a partire dal 1975. Gli anime sono stati trasmessi in prima visione la domenica sera alle 19:30 dall'emittente giapponese Fuji TV e dal 2007 dalla sua rete affiliata BS Fuji. Nonostante il programma abbia avuto vari titoli nei suoi primi anni di trasmissione, il brand è internazionalmente noto come World Masterpiece Theater. La denominazione, letteralmente traducibile in "Teatro dei capolavori del mondo", indica che le varie serie sono ispirate a romanzi della letteratura per ragazzi mondiale, in massima parte di origine occidentale. Per la peculiare origine letteraria, la longevità e la ricorrenza di certe caratteristiche stilistiche, il World Masterpiece Theater può essere identificato come un sottogenere ben definito dell'animazione giapponese.
Molte di queste serie sono diventate dei classici dell'animazione, come Anna dai capelli rossi e Heidi, diretti da Isao Takahata con la collaborazione di Hayao Miyazaki come animatore.
Il titolo del franchise è stato talvolta tradotto in italiano come: I classici della letteratura in animazione o I capolavori della letteratura in animazione.

## Storia

### Antefatto
L'uso di testi letterari come fonte per la realizzazione di prodotti di animazione non era un'innovazione del settore e già negli anni settanta molti autori si erano ispirati a testi occidentali con intento educativo in quanto il cartone animato era visto come uno strumento pedagogico oltre che di intrattenimento, e l'uso di classici come ispirazione avrebbe dovuto avvicinare i giovani alla letteratura.
Nel 1965 la Toei Doga produsse il lungometraggio Gulliver no uchu ryoko (I viaggi spaziali di Gulliver), un'interpretazione fantascientifica del romanzo d'avventura I viaggi di Gulliver di Jonathan Swift; nel 1969 venne prodotto dalla stessa casa Nagagutsu o haita neko ispirato a Il gatto con gli stivali di Perrault. Questi prodotti erano ispirati a fiabe e favole, soprattutto di Esopo, Perrault e Hans Christian Andersen, e a personaggi storici inseriti in ambientazioni europee del passato, spesso rivisitate in chiave fantastica e con poca aderenza alla realtà.

### L'esordio
Nel 1969, Fuji TV iniziò una collaborazione con la ditta Calpis Co., Ltd., finalizzata alla creazione di un contenitore televisivo per ragazzi per poter sponsorizzare i propri prodotti. Il primo anime andato in onda all'interno del programma nel 1969 fu Dororo, prodotto dalla Mushi Production e tratto dall'omonimo manga di Osamu Tezuka. Dopodiché seguirono le prime serie basate su opere di letteratura occidentale: Moomin, Le fiabe di Andersen, Shin Moomin e Le favole della foresta. Queste serie vennero prodotte dalla Zuiyo Enterprise, successivamente nota anche come Zuiyo Eizo, che ne commissionò l'animazione prima alla Tokyo Movie Shinsha e poi alla Mushi Production.

### Il successo
A seguito del successo dell'anime Heidi, una produzione del 1974 tratta da un romanzo di Johanna Spyri e creata dalla Zuiyo Eizo, ebbe inizio il progetto World Masterpiece Theater; la serie nacque prima del progetto ma ne conteneva già alcune caratteristiche tipiche tra cui la qualità delle animazioni e la fedeltà al testo originale, nonostante fossero presenti elementi necessari all'adattamento televisivo. Il successo di Heidi fu mondiale, ottenendo grandi risultati anche in Europa, e diede avvio al progetto. Dopo la scissione della Zuiyo Eizo nella Zuiyo e nella Nippon Animation, quest'ultima continuò a portare avanti il franchise. Nel 1975 venne trasmesso Il fedele Patrash, a tutti gli effetti il primo capitolo ufficiale del franchise. Dopo Heidi, Isao Takahata diresse altri due titoli, Marco e Anna dai capelli rossi, per poi abbandonare la serie e fondare lo Studio Ghibli con Hayao Miyazaki. Grazie alla Nippon Animation il progetto del Theater venne portato avanti, mantenendo i punti di forza di Heidi come linee guida; oltre alla qualità dei disegni e al realismo della narrazione, venne mantenuta anche l'abitudine di arricchire le storie originali con nuovi dettagli per renderle più televisive e permetterne la serializzazione televisiva.

### La fine
Fuji TV aveva ridotto gli investimenti per le serie già dalla fine degli anni ottanta, facendo declinare la qualità e la lunghezza delle produzioni.
A partire dal 1988, con Piccolo Lord, il taglio dei finanziamenti portò ad accorciare la serie da 50-52 episodi a 43. L'anno successivo la produzione di Peter Pan arrivò a soli 41 episodi.
L'interesse della produzione di Fuji TV si spostò gradualmente dalla qualità del prodotto alla riduzione degli investimenti. Nel 1995 la serie Spicchi di cielo tra baffi di fumo arrivò a 33 episodi. Il successivo Meiken Lassie, basato su Torna a casa Lassie!, venne addirittura interrotto, con 26 episodi realizzati.
Il 23 marzo 1997 Fuji TV trasmise l'ultimo episodio di Remy la bambina senza famiglia, l'ultima produzione del Theater. In seguito a questa, il progetto venne chiuso a causa del drastico calo degli indici di ascolto e della crisi finanziaria dell'azienda. Il genere ormai appariva superato e non poteva reggere il confronto con altre produzioni a più basso budget ma meglio calibrate sugli interessi dei giovani.

### La ripresa e la nuova sospensione
Nel 2007 la Nippon Animation ha recuperato il genere del World Masterpiece Theater producendo Il cuore di Cosette (Les Misérables: shōjo Cosette), un adattamento del romanzo I Miserabili di Victor Hugo. Aggiornata dal punto di vista tecnico, ha abbandonato il realismo dei personaggi avvicinandosi a quello più giapponese, con occhi sproporzionati e volti orientaleggianti. Nelle successive produzioni la Nippon Animation si è di nuovo riavvicinata alle caratteristiche che storicamente avevano caratterizzato il genere: cadenza annuale, aderenza alla trama e stile grafico semplice e realistico. Nel 2008 ha prodotto Il lungo viaggio di Porfi e nel 2009 Sorridi, piccola Anna, prequel di Anna dai capelli rossi a 30 anni dalla sua nascita. Dopo quest'ultima produzione il World Masterpiece Theater è stato nuovamente interrotto senza nessuna comunicazione ufficiale da parte della Nippon Animation.

## Lo stile "Meisaku"

Copertina del DVD italiano di Lovely Sara

Le opere realizzate all'interno del progetto sono in genere caratterizzati da un livello qualitativo nettamente superiore rispetto alla media dell'epoca e, inoltre, basandosi su testi letterari, le trame erano più solide e i personaggi, contrariamente agli usi dell'epoca, meglio caratterizzati psicologicamente. Molta attenzione veniva data al realismo delle ambientazioni e a rappresentare dettagli di vita quotidiana dell'ambiente in cui si svolgeva la storia, per sottolinearne il contesto socio-culturale. Questa cura per il dettaglio viene definita stile Meisaku, dal nome della serie.
Questi prodotti erano identificati come delle serie per bambini, per via delle tematiche trattate, nonostante spesso la qualità del prodotto e l'approfondimento psicologico le rendessero adatte anche a un pubblico adulto. Le animazioni erano di eccellente livello e la natura delle storie, perlopiù di ambito domestico e familiare, permetteva agli artisti di profondere il loro talento nella creazione di sfondi minuziosamente dettagliati e di concentrarsi sulle animazioni facciali (che veicolavano la maggior parte delle emozioni). Al contrario di altre serie di animazione dell'epoca, però, venivano aggiunte alcune finezze come limitate animazioni dei fondali e dei dettagli: queste innovazioni contribuirono a rendere lo "stile Meisaku" molto apprezzato.
Lo stile grafico dei Meisaku è reso peculiare dalla caratterizzazione dei personaggi, che erano quasi standardizzati. Venne abbandonato l'aspetto nipponico e lo stile super-deformed in voga all'epoca, in favore di proporzioni più realistiche e più vicine ai tratti europei.

## I sottogeneri
I prodotti del Theater avevano caratteristiche ed atmosfere diverse a seconda del fatto che fossero destinati ad un pubblico prevalentemente maschile o femminile.
I prodotti destinati alle bambine erano caratterizzati da personaggi generalmente più allegri, destinati ad affrontare difficoltà abbastanza limitate (per quanto a volte molto dolorose, come la morte di un parente) e che facevano della fantasia un punto di forza. Le serie più maschili invece spesso erano incentrate su personaggi colpiti da grandi sventure, come l'allontanamento dalla famiglia o l'essere orfani. L'atmosfera è lievemente più cupa, e più che sulla fantasia o la serenità il carattere dei personaggi è incentrato sulla forza di volontà e sull'integrità. Occasionalmente potevano essere trattati anche temi cruenti.
Pertanto, mentre il primo tipo di serie è in media più allegro e spensierato, il secondo offre una introspezione psicologica più angosciante.
In un numero molto limitato di casi i protagonisti non erano bambini. Uno di questi rari esempi è la serie arrivata in Italia con il titolo Cantiamo insieme, ispirata al romanzo autobiografico La famiglia Trapp di Maria Augusta Trapp (fonte anche del celebre film Tutti insieme appassionatamente).

## Cronologia del World Masterpiece Theater

### Sponsor e titoli
La serie ebbe vari sponsor nel corso della sua messa in onda, inizialmente il Calpis (1969–1978) una bevanda al sapore di latte per bambini, ed in seguito House Foods (1986–1993; 2007–2008) una marca di cibi confezionati. Diversi furono anche i titoli che il franchise cambiò durante gli anni: Calpis Comic Theater (Karupisu manga gekijō, 1969–1974), Calpis Children's Theater (Karupisu kodomo gekijō, 1975–1977) e Calpis Family Theater (Karupisu famirī gekijō, 1978). Solo dal 1979 la serie assunse il titolo con cui divenne maggiormente nota, aggiungendovi talvolta il nome dello sponsor.

### Elenco delle serie
La numerazione delle serie trasmesse dal programma varia a seconda dei criteri utilizzati. L'elenco completo è composto da 32 serie; tuttavia solo 26 fanno parte ufficialmente del franchise World Masterpiece Theater. I diritti delle serie appartenenti al Calpis Comic Theater, prodotte prima che la Nippon Animation assumesse questa denominazione, sono detenuti da altre aziende (Mushi Production per quanto riguarda Dororo e Zuiyo per le successive) e non fanno perciò ufficialmente parte del franchise, ma sono da considerarsi i precursori essendo andati in onda all'interno del medesimo programma televisivo. 
| N.                                                                                                 | Anno                                                              | Titolo italiano                                                   | Titolo originale                                                                                | Episodi                                                           | Soggetto                                                                    | Autore originale                                                      | Pubblicazione                                                     |
| Calpis Comic Theater (カルピスまんが劇場?, Karupisu manga gekijō)                                  | Calpis Comic Theater (カルピスまんが劇場?, Karupisu manga gekijō) | Calpis Comic Theater (カルピスまんが劇場?, Karupisu manga gekijō) | Calpis Comic Theater (カルピスまんが劇場?, Karupisu manga gekijō)                               | Calpis Comic Theater (カルピスまんが劇場?, Karupisu manga gekijō) | Calpis Comic Theater (カルピスまんが劇場?, Karupisu manga gekijō)           | Calpis Comic Theater (カルピスまんが劇場?, Karupisu manga gekijō)     | Calpis Comic Theater (カルピスまんが劇場?, Karupisu manga gekijō) |
| -------------------------------------------------------------------------------------------------- | ----------------------------------------------------------------- | ----------------------------------------------------------------- | ----------------------------------------------------------------------------------------------- | ----------------------------------------------------------------- | --------------------------------------------------------------------------- | --------------------------------------------------------------------- | ----------------------------------------------------------------- |
| | 1969                                                              | Dororo                                                            | どろろと百鬼丸?, Dororo to Hyakkimaru                                                           | 26                                                                | Dororo                                                                      | Osamu Tezuka                                                          | 1967–1968                                                         |
| | 1969–1970                                                         | inedito                                                           | ムーミン?, Mūmin                                                                                | 65                                                                | libri dei Mumin                                                             | Tove Jansson                                                          | 1945–1993                                                         |
| | 1971                                                              | Le fiabe di Andersen                                              | アンデルセン物語?, Anderusen monogatari                                                         | 52                                                                | Fiabe                                                                       | Hans Christian Andersen                                               | 1835–1872                                                         |
| | 1972                                                              | inedito                                                           | 新 ムーミン?, Shin Mūmin                                                                        | 52                                                                | libri dei Mumin                                                             | Tove Jansson                                                          | 1945–1993                                                         |
| | 1973                                                              | Le favole della foresta                                           | 山ねずみ ロッキーチャック?, Yama Nezumi Rokkī Chakku                                            | 52                                                                | racconti vari                                                               | Thornton W. Burgess                                                   | ~1910–1920                                                        |
| | 1974                                                              | Heidi                                                             | アルプスの少女ハイジ?, Arupusu no shōjo Haiji                                                   | 52                                                                | Heidi                                                                       | Johanna Spyri                                                         | 1880–1881                                                         |
| Calpis Children's Theater (カルピスこども劇場?, Karupisu kodomo gekijō)                            |                                                                   |                                                                   |                                                                                                 |                                                                   |                                                                             |                                                                       |                                                                   |
| 1                                                                                                  | 1975                                                              | Il fedele Patrash                                                 | フランダースの犬?, Furandāsu no inu                                                             | 52                                                                | Il cane delle Fiandre                                                       | Ouida                                                                 | 1872                                                              |
| 2                                                                                                  | 1976                                                              | Marco                                                             | 母をたずねて三千里?, Haha o tazunete sanzen ri                                                  | 52                                                                | Dagli Appennini alle Ande (racconto estratto dal romanzo Cuore)             | Edmondo De Amicis                                                     | 1886                                                              |
| 3                                                                                                  | 1977                                                              | Rascal, il mio amico orsetto                                      | あらいぐまラスカル?, Araiguma Rasukaru                                                          | 52                                                                | Un anno felice                                                              | Sterling North                                                        | 1963                                                              |
| Calpis Family Theater (カルピスファミリー劇場?, Karupisu famirī gekijō)                            |                                                                   |                                                                   |                                                                                                 |                                                                   |                                                                             |                                                                       |                                                                   |
| 4                                                                                                  | 1978                                                              | Peline Story                                                      | ペリーヌ物語?, Perīnu monogatari                                                                | 53                                                                | In famiglia                                                                 | Hector Malot                                                          | 1893                                                              |
| World Masterpiece Theater (世界名作劇場?, Sekai meisaku gekijō)                                    |                                                                   |                                                                   |                                                                                                 |                                                                   |                                                                             |                                                                       |                                                                   |
| 5                                                                                                  | 1979                                                              | Anna dai capelli rossi                                            | 赤毛のアン?, Akage no An                                                                        | 50                                                                | Anna dai capelli rossi                                                      | Lucy Maud Montgomery                                                  | 1908                                                              |
| 6                                                                                                  | 1980                                                              | Tom Story                                                         | トム・ソーヤーの冒険?, Tomu Sōyā no bōken                                                       | 49                                                                | Le avventure di Tom Sawyer (e in parte Le avventure di Huckleberry Finn)    | Mark Twain                                                            | 1876 (1884)                                                       |
| 7                                                                                                  | 1981                                                              | Flo la piccola Robinson                                           | 家族ロビンソン漂流記 ふしぎな島のフローネ?, Kazoku Robinson hyōryūki Fushigi na shima no Furōne | 50                                                                | Il Robinson svizzero                                                        | Johann David Wyss                                                     | 1812                                                              |
| 8                                                                                                  | 1982                                                              | Lucy May                                                          | 南の虹のルーシー?, Minami no niji no Rushī                                                      | 50                                                                | Southern Rainbow                                                            | Phyllis Piddington                                                    | 1982                                                              |
| 9                                                                                                  | 1983                                                              | Sui monti con Annette                                             | わたしのアンネット?, Arupusu monogatari Watashi no Annetto                                      | 48                                                                | Tesori tra la neve                                                          | Patricia St. John                                                     | 1950                                                              |
| 10                                                                                                 | 1984                                                              | Le avventure della dolce Kati                                     | 牧場の少女カトリ?, Makiba no shōjo Katori                                                       | 49                                                                | Paimen, piika ja emäntä                                                     | Auni Nuolivaara                                                       | 1936                                                              |
| 11                                                                                                 | 1985                                                              | Lovely Sara                                                       | 小公女セーラ?, Shōkōjo Sēra                                                                     | 46                                                                | La piccola principessa                                                      | Frances Hodgson Burnett                                               | 1905                                                              |
| House Foods World Masterpiece Theater (ハウス食品世界名作劇?, Hausu shokuhin sekai meisaku gekijō) |                                                                   |                                                                   |                                                                                                 |                                                                   |                                                                             |                                                                       |                                                                   |
| 12                                                                                                 | 1986                                                              | Pollyanna                                                         | 愛少女ポリアンナ物語?, Ai shōjo Porianna Monogatari                                             | 51                                                                | Pollyanna e Pollyanna cresce                                                | Eleanor H. Porter                                                     | 1913–1915                                                         |
| 13                                                                                                 | 1987                                                              | Una per tutte, tutte per una                                      | 愛の若草物語?, Ai no wakakusa monogatari                                                        | 48                                                                | Piccole donne                                                               | Louisa May Alcott                                                     | 1868–1869                                                         |
| 14                                                                                                 | 1988                                                              | Piccolo Lord                                                      | 小公子セディ?, Shōkōshi Sedi                                                                    | 43                                                                | Il piccolo Lord                                                             | Frances Hodgson Burnett                                               | 1885–1886                                                         |
| 15                                                                                                 | 1989                                                              | Peter Pan                                                         | ピーターパンの冒険?, Pītā Pan no bōken                                                          | 41                                                                | Peter Pan. Il bambino che non voleva crescere e Peter e Wendy               | J. M. Barrie                                                          | 1904–1911                                                         |
| 16                                                                                                 | 1990                                                              | Papà Gambalunga                                                   | 私のあしながおじさん?, Watashi no Ashinaga Oji-san                                              | 40                                                                | Papà Gambalunga                                                             | Jean Webster                                                          | 1912                                                              |
| 17                                                                                                 | 1991                                                              | Cantiamo insieme                                                  | トラップ一家物語?, Torappu ikka monogatari                                                      | 40                                                                | La famiglia Trapp                                                           | Maria Augusta Trapp                                                   | 1949                                                              |
| 18                                                                                                 | 1992                                                              | Le voci della savana                                              | 大草原の小さな天使 ブッシュベイビー?, Daisōgen no chiisana tenshi Busshubeibī                   | 40                                                                | La ragazza e il galagone                                                    | William Stevenson                                                     | 1965                                                              |
| 19                                                                                                 | 1993                                                              | Una classe di monelli per Jo                                      | 若草物語 ナンとジョー先生?, Wakakusa monogatari Nan to Jō sensei                                | 40                                                                | Piccoli uomini (e in parte I ragazzi di Jo, seguiti di Piccole donne)       | Louisa May Alcott                                                     | 1871 (1886)                                                       |
| World Masterpiece Theater (世界名作劇場?, Sekai meisaku gekijō)                                    |                                                                   |                                                                   |                                                                                                 |                                                                   |                                                                             |                                                                       |                                                                   |
| 20                                                                                                 | 1994                                                              | Un oceano di avventure                                            | 七つの海のティコ?, Nanatsu no umi no Tiko                                                       | 39                                                                | soggetto originale                                                          | Noriyuki Aoyama, Hideki Mitsui, Aya Matsui, Mamiko Ikeda, Toru Nobuto | –                                                                 |
| 21                                                                                                 | 1995                                                              | Spicchi di cielo tra baffi di fumo                                | ロミオの青い空?, Romio no aoi sora                                                              | 33                                                                | I fratelli neri                                                             | Lisa Tetzner, Kurt Held (non accreditato)                             | 1940–1941                                                         |
| 22                                                                                                 | 1996                                                              | inedito                                                           | 名犬ラッシー?, Meiken Rasshī                                                                    | 26                                                                | Torna a casa Lassie!                                                        | Eric Knight                                                           | 1940                                                              |
| 23                                                                                                 | 1996–1997                                                         | Remy la bambina senza famiglia                                    | 家なき子レミ?, Ie naki ko Remi                                                                  | 26                                                                | Senza famiglia                                                              | Hector Malot                                                          | 1878                                                              |
| House Foods World Masterpiece Theater (ハウス食品世界名作?, Hausu shokuhin sekai meisaku gekijō)   |                                                                   |                                                                   |                                                                                                 |                                                                   |                                                                             |                                                                       |                                                                   |
| 24                                                                                                 | 2007                                                              | Il cuore di Cosette                                               | レ・ミゼラブル 少女コゼット?, Re Mizeraburu Shōjo Kozetto                                       | 52                                                                | I miserabili                                                                | Victor Hugo                                                           | 1862                                                              |
| 25                                                                                                 | 2008                                                              | Il lungo viaggio di Porfi                                         | ポルフィの長い旅?, Porufi no nagai tabi                                                         | 52                                                                | Les Orphelins de Simitra                                                    | Paul-Jacques Bonzon                                                   | 1955                                                              |
| World Masterpiece Theater (世界名作劇場?, Sekai meisaku gekijō)                                    |                                                                   |                                                                   |                                                                                                 |                                                                   |                                                                             |                                                                       |                                                                   |
| 26                                                                                                 | 2009                                                              | Sorridi, piccola Anna                                             | こんにちは アン 〜Before Green Gables?, Konnichiwa An 〜Bifō Guriin Gēburusu                    | 39                                                                | Sorridi, piccola Anna dai capelli rossi (prequel di Anna dai capelli rossi) | Budge Wilson                                                          | 2008                                                              |

### Film
Fanno parte del franchise anche due lungometraggi cinematografici:
- The Dog of Flanders (1997), remake della serie Il fedele Patrash.
- Marco: Haha o tazunete sanzen ri (Marco 母をたずねて三千里?, Maruko Haha o tazunete sanzen ri) (1999), remake della serie Marco.

Inoltre, nel corso degli anni, vennero distribuiti nei cinema giapponesi dei film di montaggio tratti da: Heidi, Marco, Peline Story e Anna dai capelli rossi. Successivamente, tutte le serie del franchise vennero distribuite in DVD dalla Bandai sotto forma di OAV riassuntivi, in seguito trasmessi anche come speciali televisivi.